# 테헤란 메트로

테헤란 메트로는 이란의 수도 테헤란에서 운행하는 지하철이다. 운행 거리는 246km이며 역은 총 128개이다. 1999년에 최초로 개통했다.

## 노선
| 노선 | 개통   | 길이（km）     | 역 | 유형     |
| ---- | ------ | -------------- | -- | -------- |
| 1    | 2001년 | 67 km (42 mi)  | 32 | 지하철   |
| 2    | 2000년 | 24 km (15 mi)  | 22 | 지하철   |
| 3    | 2012년 | 33 km (21 mi)  | 24 | 지하철   |
| 4    | 2007년 | 23 km (14 mi)  | 22 | 지하철   |
| 5    | 1999년 | 67 km (42 mi)  | 12 | 통근철도 |
| 6    | 2019년 | 10 km (6.2 mi) | 6  | 지하철   |
| 7    | 2017년 | 20 km (12 mi)  | 11 | 지하철   |

## 같이 보기
- 지하철 목록
- 이란의 교통